# گرانوویتس
گرانوویتس (به لهستانی:  Granowiec) یک روستا در لهستان است که در گمینا سوشنگه واقع شده‌است. گرانوویتس ۱٬۳۶۰ نفر جمعیت دارد و ۱۲۸ متر بالاتر از سطح دریا واقع شده‌است.